# Hanin Elias
Hanin Elias (née le 31 mai 1972 à Wittlich) est une chanteuse allemande, ancien membre du groupe Atari Teenage Riot. Guidée par Alec Empire, cette formation musicale activiste invente le genre digital hardcore.

## Biographie
Basé à Berlin, Allemagne, le groupe de ses débuts, Atari Teenage Riot, connait un succès retentissant dans l'underground. Leurs propos anti fascistes et politisés  font de ce groupe un support pour des idées politiques ancrées à gauche.
D'origine syrienne, elle reçoit une éducation rigide qui l'amène à canaliser sa rage dans la musique.
À la suite de la dissolution du groupe, elle sort plusieurs albums solos sur le label Digital Hardcore. Au début des années 2000, elle ouvre avec son mari une galerie artistique à Berlin puis, en 2005, elle s'exile en Polynésie française et vit jusqu'en 2010 sur l'île de Huahine. Au cours de son séjour, elle collabore vocalement avec le groupe rock gothique Tikahiri. Elle compose actuellement, à Berlin avec le producteur français Electrosexual.

## Discographie

### Albums studio
- 1999 : In Flames (1995-1999) (Digital Hardcore Recordings)
- 2003 : No Games No Fun (Fatal Recordings)
- 2004 : Future Noir (Fatal Recordings)
- 2011 : Fatal Box (3x-Album, Rustblade)
- 2011 : Get It Back (Rustblade)

### Singles et EP
- 1992 : Parfum EP (Force Inc. Music Works)
- 1996 : Show EP (Digital Hardcore Recordings)
- 1999 : In Flames EP (Digital Hardcore Recordings)
- 2000 : In Flames Remix-EP (Digital Hardcore Recordings)
- 2016 : Hold Me/Kraken -EP (featuring Electrosexual ) (Duchess Box Records)